# Episodi di Bia (seconda stagione)
La seconda stagione di BIA, in America Latina, è stata divisa in due parti da quaranta e venti episodi, la prima andata in prima TV dal 16 marzo 2020 all'8 maggio 2020, invece la seconda verrà trasmessa dal 29 giugno 2020 su Disney Channel. In Italia è trasmessa in streaming dal 21 luglio 2021 su Disney+. Dal 29 gennaio 2022 andrà in onda su Rai Gulp
| n°            | Titolo originale                             | Titolo italiano            | Prima TV America Latina | Prima TV Spagna | Prima TV Italia | Prima TV Rai Gulp |
| ------------- | -------------------------------------------- | -------------------------- | ----------------------- | --------------- | --------------- | ----------------- |
| Prima parte   |                                              |                            |                         |                 |                 |                   |
| 1             | Nuevos Comienzos                             | Lezioni di piano           | 16 marzo 2020           | 13 aprile 2020  | 21 luglio 2021  | 29 gennaio 2022   |
| 2             | Un Plan Perfecto                             | Arriva Luan                | 17 marzo 2020           | 14 aprile 2020  | 21 luglio 2021  | 30 gennaio 2022   |
| 3             | Bajo Sospecha                                | Puro intuito               | 18 marzo 2020           | 15 aprile 2020  | 21 luglio 2021  | 31 gennaio 2022   |
| 4             | Votos de Confianzas y Preparativos Finales   | Il follower anonimo        | 19 marzo 2020           | 16 aprile 2020  | 21 luglio 2021  | 1 febbraio 2022   |
| 5             | Un Lanzamiento de Setimientos                | Rissa sul palco            | 20 marzo 2020           | 20 aprile 2020  | 21 luglio 2021  | 2 febbraio 2022   |
| 6             | Como Resultado de Actitudes                  | Insidiosi malintesi        | 23 marzo 2020           | 21 aprile 2020  | 21 luglio 2021  | 3 febbraio 2022   |
| 7             | Malas Excusas                                | Il tranello                | 24 marzo 2020           | 22 aprile 2020  | 21 luglio 2021  | 4 febbraio 2022   |
| 8             | Colisiones de Decepciones                    | La trappola di Alex        | 25 marzo 2020           | 23 aprile 2020  | 21 luglio 2021  | 5 febbraio 2022   |
| 9             | En Los Dones de la Manipulación              | Lupi per agnelli           | 26 marzo 2020           | 27 aprile 2020  | 21 luglio 2021  | 6 febbraio 2022   |
| 10            | Separados, Pero Juntos                       | Infiltrata                 | 27 marzo 2020           | 28 aprile 2020  | 21 luglio 2021  | 7 febbraio 2022   |
| 11            | Doble Trampa                                 | Un amore segreto           | 30 marzo 2020           | 29 aprile 2020  | 21 luglio 2021  | 8 febbraio 2022   |
| 12            | Confianzas y Secretos                        | Giudizi precipitosi        | 31 marzo 2020           | 30 aprile 2020  | 21 luglio 2021  | 9 febbraio 2022   |
| 13            | Verdades Secretas                            | Verità nascoste            | 1º aprile 2020          | 4 maggio 2020   | 21 luglio 2021  | 10 febbraio 2022  |
| 14            | Eclipsados Por Los Miedos                    | Angelo o diavolo?          | 2 aprile 2020           | 5 maggio 2020   | 21 luglio 2021  | 11 febbraio 2022  |
| 15            | Buscando La Verdad                           | Su il sipario!             | 3 aprile 2020           | 6 maggio 2020   | 21 luglio 2021  | 12 febbraio 2022  |
| 16            | Crisis Sentimental                           | Un amico di papà           | 6 aprile 2020           | 7 maggio 2020   | 21 luglio 2021  | 13 febbraio 2022  |
| 17            | Intenciones y Alianzas                       | L’amore davanti agli occhi | 7 aprile 2020           | 11 maggio 2020  | 21 luglio 2021  | 14 febbraio 2022  |
| 18            | Una Revelación Enmascarada                   | Un cupido per Victor       | 8 aprile 2020           | 12 maggio 2020  | 21 luglio 2021  | 15 febbraio 2022  |
| 19            | Las Consecuencias de Las Malas Repercusiones | Una lettera d’addio        | 9 aprile 2020           | 13 maggio 2020  | 21 luglio 2021  | 16 febbraio 2022  |
| 20            | El Poder de Una Revelación                   | Marcos Golden al 100%      | 10 aprile 2020          | 14 maggio 2020  | 21 luglio 2021  | 17 febbraio 2022  |
| 21            | Tiempos de Adversidad                        | Modalità panico            | 13 aprile 2020          | 18 maggio 2020  | 21 luglio 2021  | 18 febbraio 2022  |
| 22            | Teoría del Caos                              | Il nuovo boss              | 14 aprile 2020          | 19 maggio 2020  | 21 luglio 2021  | 19 febbraio 2022  |
| 23            | En la Tierra del Amor y el Odio              | Pianeti disallineati       | 15 aprile 2020          | 20 maggio 2020  | 21 luglio 2021  | 20 febbraio 2022  |
| 24            | El Arte de Un Crimen                         | Pregiudizi ingannevoli     | 16 aprile 2020          | 21 maggio 2020  | 21 luglio 2021  | 21 febbraio 2022  |
| 25            | Un Pasado de Misterios                       | Just Carmin                | 17 aprile 2020          | 25 maggio 2020  | 21 luglio 2021  | 22 febbraio 2022  |
| 26            | Volver a Empezar                             | Amore nell’aria            | 20 aprile 2020          | 26 maggio 2020  | 21 luglio 2021  | 23 febbraio 2022  |
| 27            | #BiaIsACriminal                              | Nessun segreto             | 21 aprile 2020          | 27 maggio 2020  | 21 luglio 2021  | 24 febbraio 2022  |
| 28            | La Confianza se Rompe                        | Proposta di lavoro         | 22 aprile 2020          | 28 maggio 2020  | 21 luglio 2021  | 25 febbraio 2022  |
| 29            | Un Falso Culpable                            | Piccole grandi bugie       | 23 aprile 2020          | 1º giugno 2020  | 21 luglio 2021  | 26 febbraio 2022  |
| 30            | Epílogo                                      | Amori al capolinea         | 24 aprile 2020          | 2 giugno 2020   | 21 luglio 2021  | 27 febbraio 2022  |
| 31            | Razones Que Afectan los Sentimientos         | Il coraggio di parlare     | 27 aprile 2020          | 3 giugno 2020   | 21 luglio 2021  | 28 febbraio 2022  |
| 32            | Relaciones y Encuentros Casuales             | Il concime dell’amore      | 28 aprile 2020          | 4 giugno 2020   | 21 luglio 2021  | 1º marzo 2022     |
| 33            | Mentiras Que Ya No Convencen                 | Tattiche sleali            | 29 aprile 2020          | 8 giugno 2020   | 21 luglio 2021  | 2 marzo 2022      |
| 34            | Intuición Inevitable                         | Strane alleanze            | 30 aprile 2020          | 9 giugno 2020   | 21 luglio 2021  | 3 marzo 2022      |
| 35            | Una Luz de Secretos y Emociones              | La verità della nonna      | 1º maggio 2020          | 10 giugno 2020  | 21 luglio 2021  | 4 marzo 2022      |
| 36            | Vientos de Cambios                           | Addio Residencia Kunst     | 4 maggio 2020           | 11 giugno 2020  | 21 luglio 2021  | 5 marzo 2022      |
| 37            | Los Caminos de la Verdad                     | Un fantastico duo          | 5 maggio 2020           | 15 giugno 2020  | 21 luglio 2021  | 6 marzo 2022      |
| 38            | Confía en Tu Intuición                       | Verità svelate             | 6 maggio 2020           | 16 giugno 2020  | 21 luglio 2021  | 7 marzo 2022      |
| 39            | Hechos Inconvertibles                        | Spalle al muro             | 7 maggio 2020           | 17 giugno 2020  | 21 luglio 2021  | 8 marzo 2022      |
| 40            | Colores Que Iluminan Nuestros Corazones      | Flower Power               | 8 maggio 2020           | 18 giugno 2020  | 21 luglio 2021  | 9 marzo 2022      |
| Seconda parte |                                              |                            |                         |                 |                 |                   |
| 41            | Si El Cielo Se Oscurece                      | Il dolore dentro           | 29 giugno 2020          | 22 giugno 2020  | 21 luglio 2021  | 10 marzo 2022     |
| 42            | El Lado Sombrío De La Verdad                 | La vendetta di Marcos      | 30 giugno 2020          | 23 giugno 2020  | 21 luglio 2021  | 11 marzo 2022     |
| 43            | Guerra de Confidencias                       | Alchimia                   | 1º luglio 2020          | 24 giugno 2020  | 21 luglio 2021  | 12 marzo 2022     |
| 44            | Acerca De Cometer Errores                    | Un padre scomodo           | 2 luglio 2020           | 25 giugno 2020  | 21 luglio 2021  | 13 marzo 2022     |
| 45            | El Amor Puede Curar Todas Las Heridas        | Amicizia alla prova        | 3 luglio 2020           | 29 giugno 2020  | 21 luglio 2021  | 14 marzo 2022     |
| 46            | Cansancios y Intentos                        | Sotto ricatto              | 6 luglio 2020           | 30 giugno 2020  | 21 luglio 2021  | 15 marzo 2022     |
| 47            | Mar de Dudas                                 | Accettare gli errori       | 7 luglio 2020           | 1º luglio 2020  | 21 luglio 2021  | 16 marzo 2022     |
| 48            | La Sintonía Que Nos Une                      | Il corpo parla             | 8 luglio 2020           | 2 luglio 2020   | 21 luglio 2021  | 17 marzo 2022     |
| 49            | Amor Inevitable                              | Invito a cena              | 9 luglio 2020           | 6 luglio 2020   | 21 luglio 2021  | 18 marzo 2022     |
| 50            | La Verdad Esta Cerca                         | Di tutto e di più          | 10 luglio 2020          | 7 luglio 2020   | 21 luglio 2021  | 19 marzo 2022     |
| 51            | #SaveTheFundom                               | Save the Fundom            | 13 luglio 2020          | 8 luglio 2020   | 21 luglio 2021  | 20 marzo 2022     |
| 52            | Disculpas y Amenazas                         | Crowfundom                 | 14 luglio 2020          | 9 luglio 2020   | 21 luglio 2021  | 21 marzo 2022     |
| 53            | Lágrimas del Corazón                         | Il club dei cuori infranti | 15 luglio 2020          | 13 luglio 2020  | 21 luglio 2021  | 22 marzo 2022     |
| 54            | Maneras de Pedir Perdón                      | Il lato oscuro             | 16 luglio 2020          | 14 luglio 2020  | 21 luglio 2021  | 23 marzo 2022     |
| 55            | Sorprendentes Revelaciones                   | La fine del Cobra          | 17 luglio 2020          | 15 luglio 2020  | 21 luglio 2021  | 24 marzo 2022     |
| 56            | Gran Reencuentro                             | Addio Fundom               | 20 luglio 2020          | 16 luglio 2020  | 21 luglio 2021  | 25 marzo 2022     |
| 57            | Planes Para BeU                              | Fuori orbita               | 21 luglio 2020          | 20 luglio 2020  | 21 luglio 2021  | 26 marzo 2022     |
| 58            | Palabras Que Duelen                          | Contro tutti               | 22 luglio 2020          | 21 luglio 2020  | 21 luglio 2021  | 27 marzo 2022     |
| 59            | Cuándo Pasó                                  | Non ti perderò             | 23 luglio 2020          | 22 luglio 2020  | 21 luglio 2021  | 28 marzo 2022     |
| 60            | Aquí me Encontrarás                          | Insieme per sempre         | 24 luglio 2020          | 23 luglio 2020  | 21 luglio 2021  | 29 marzo 2022     |

## Lezioni di piano
È giunto il momento in cui Bia ed Helena si incontrano di persona, ma con grande sorpresa di Ana, Bia non la riconosce come una sorella, ma sa semplicemente che è l'insegnante di Manuel. Nel frattempo, la gente di Laix sta aspettando l'uscita del nuovo video del Fundom, al fine di pianificare un attacco, dal momento che ora hanno il pieno controllo del sistema.

## Arriva Luan
Automaticamente, dopo la pubblicazione della nuova clip del Fundom (BeU), Bia e i suoi amici si rendono conto che il video, così come i file, sono stati misteriosamente cancellati dal server. Nel frattempo, Ana si chiede se abbia davvero avuto una buona idea nell'accettare di insegnare a Bia. Paula ha dei piani per rovinare l'uscita dell'album dei Moondust.

## Puro intuito
Per inciso, Bia ascolta la conversazione di Carmín con Jandino, sul possesso di una copia del video del Fundom (BeU). Una volta scoperta, Carmín chiede l'opportunità di dimostrare la sua innocenza. Nel frattempo, Alex e Mara pianificano una collaborazione. Victor rivela che la cancellazione del disco è stata una conseguenza delle azioni di sua madre.

## Il follower anonimo
Con l'incoraggiamento di Pixie, Carmín decide di dire la verità sul video alla gente del Fundom, che decidono di fidarsi della sua parola. Nel frattempo, Antonio cerca di fermare la nuova uscita dell'album dei Moondust. Ana cerca di prendere il coraggio necessario per insegnare a Bia.

## Rissa sul palco
Arriva il giorno dell'uscita dell'album dei Moondust, ma Paula crea un altro scandalo dando un finale inaspettatamente scandaloso all'evento.

## Insidiosi malintesi
Manuel e Bia cominciano ad essere disaccordo per difendere le famiglie che litigano durante la pubblicazione del disco. Intanto Pixie chiede aiuto a Luan sul perché il video BeU non ha ne like e ne mi piace. Alex, intanto, approfitta di Ailén, grazie al suo silenzio, di essere suo partner, in segreto, per aiutarlo con il suo canale.

## Il tranello
Alex e Bia si incontrano per scusarsi. Lei gli regala un telefono nuovo, per rimediare al danno che gli aveva fatto per evitare di avere nella galleria il video dello scandalo, e lui accetta sgradevolmente il pensiero. Nel frattempo, Victor cerca di convincere il padre a dire la verità sull'incidente alla madre. Poi Thiago e Ana discutono del loro rapporto di amici.

## La trappola di Alex
Bia vuole parlare con Manuel per chiarire le cose orribile che ha detto nel video di sua sorella Helena, ma lui se ne va arrabbiato a causa della mancanza di fiducia di Bia, che non gli lascia spiegare. Intanto Daisy ha fantastiche idee per il suo video DaisyDancer, con l'aiuto anche di Carmín, ma Marcos convince a Mara di copiare l'idea.

## Lupi per agnelli
Mariano, il padre di Bia, decide che sua figlia non si deve più vedere con Manuel. Intanto Daisy scopre che Mara le ha rubato l'idea.

## Infiltrata
Bia dice alle amiche, Chiara e Celeste, che il padre che vuole che non stiano più insieme, però Manuel lo ascolta ed è sempre più giù di morale. Intanto il Fundom sospetta di Carmín come spia di Laix al Fundom, lei lo nega e se ne va arrabbiata per la loro sfiducia, ma successivamente Pixie convince Daisy a dare delle approvazioni da parte di Carmín che non sia lei. Nel frattempo Paula decide di separarsi da Antonio.

## Un amore segreto
Bia e Manuel si vedono in segreto, perché nessuna delle due famiglie vuole che si vedano. Intanto al Fundom indagano sempre di più sull'hacker che ha colpito il loro server.

## Giudizi precipitosi
Per approvare la sua innocenza, Carmín, decide di ritornare al Laix, trionfando, ma non per diventare una influencer, ma per spiare le loro idee di hackerare il Fundom. Intanto, Bia e Manuel continuano il loro amore segreto, che pochi sanno.

## Verità nascoste
Bia indaga sull'incidente e scopre di più. Intanto al Fundom sono dubitosi del trionfale ritorno di Carmín al Laix, ma loro non sanno che è tornata per sapere di più sull'hacker del Fundom.

## Angelo o diavolo?
Mara scopre Manuel e Bia insieme. Intanto al Fundom scoprono il perché del ritorno di Carmín al Laix.

## Su il sipario!
Alex cerca in tutti i modi di far scoprire la relazione tra Manuel e Bia, e quest'ultimi capiscono che il loro amore nascosto è molto complicato. Intanto Antonio, fa in modo che Manuel non scopri la verità su suo padre.

## Un amico di papà
Alex riprende Bia e Manuel che si baciano, ma queste prove si cancellano. Intanto Daisy vede se realmente il suo ammiratore segreto è Pietro e Luan si scusa con Pixie.

## L’amore davanti agli occhi
Mentre Celeste cerca di avere la sponsorizzazione di Dancing Games e Manuel non vede l'ora di incontrare un amico stretto di suo zio (poi rivelato padre) per sapere di più su suo padre, Marcos ha un piano per far indebolire il Fundom o meglio BeU.

## Un Cupido per Victor
Antonio vuole evitare di continuare le finte ricerche sul padre di Manuel, dato che è lui stesso. Carmín viene scoperta da Guillermo mentre inserisce delle telecamere al Laix e Bia e Manuel vogliono far conoscere Victor ad Ana, dove poi quest'ultima scappa per non farsi riconoscere come Helena.

## Una lettera d’addio
Victor e Manuel chiamano l'amico di Antonio e notano la sua voce sospetta. Intanto Marcos scopre che Guillermo è Giovanni ed ha grandi progetti per lui e Carmín ha paura che Marcos scopri anche del fatto delle telecamere spia.

## Marcos Golden al 100%
Alla finale del Dancing Games i ragazzi del Fundom sono nervosi a causa della perdita dei fan, a causa del video del Laix, e per l'assenza della sponsorizzazione. Nel frattempo Carmín non ha abbastanza prove per incastrare l'inganno di Marcos e Victor invia dei messaggi importanti sull'incidente a Vera sulla verità di ciò che era accaduto.

## Modalità panico
Carmín rivela il piano del Laix al Fundom. Intanto Bia e Manuel, mentre si baciano, vengono visti dai genitori Urquizia, da creare un forte litigio. Da questo, Bia, decide di vivere alla Residencia Kunst e continuerà comunque a stare con Manuel.

## Il nuovo boss
Bia continua ad essere arrabbiata e i genitori vogliono parlare con lei raggiungendola alla Residencia Kunst. Intanto il Fundom ricambia l'innocenza di Carmín e Marcos scopre che il Laix non avrà un buon futuro, dopo lo scandalo.

## Pianeti disallineati
Chiara è sempre più triste per il fatto che Giovanni è una persona del Laix, così chiede aiuto ai suoi amici. Intanto Bia continua a vivere nella Residencia Kunst e Thiago rivede dopo molto Alana.

## Pregiudizi ingannevoli
Bia torna a casa per convincere i suoi genitori che Manuel non è come la sua famiglia. Nel frattempo Victor si sta preoccupando perché Bia non ha gli spartiti di una delle sue canzoni e Mara e Alex cercano un modo per separare Manuel da Bia.

## Just Carmin
Manuel pensa che Bia abbia bucato la ruota della macchina di suo zio e chiedendoglielo rimane ferita. Intanto Thiago lascia il ruolo di allenatore della squadra di Basket e Carmín presenta una sorpresa al Fundom.

## Amore nell’aria
Bia dice ad Ana che Victor nasconde qualcosa sull'incidente e lei comincia a ricordarsi qualcosa. Nel frattempo Mara si vuole vendicare di Carmín e Guillermo va al Fundom per lasciarsi alle spalle ciò che ha fatto Marcos e scopre che Giovanna è Chiara.

## Nessun segreto
So cosa hai fatto ha pubblicato un video in cui fa vedere Bia che buca la gomma della macchina dello zio, anche se in realtà non è vero, e così scatena molte voci su internet e tra le famiglie Urquiza e Gutierrez.

## Proposta di lavoro
Manuel è estremamente offeso nello scoprire che Bia è sospettosa delle parole di Victor. Nel frattempo, Thiago decide di tornare ad allenare la squadra di basket e Luan rivela a Pixie di aver ricevuto una grande proposta di lavoro negli Stati Uniti.

## Piccole grandi bugie
Dopo esser stati denunciati da Antonio, Bia e i genitori vengono portati alla stazione di polizia per testimoniare del caso. Nel frattempo, Antonio offre ad Alex l'opportunità di rappresentarlo a Laix e Pixie si rende conto che, giustamente, è quello di incoraggiare Luan a seguire il suo sogno e accettare il lavoro negli Stati Uniti.

## Amori al capolinea
Determinata a non nascondere più nulla a Manuel, Bia cerca di nuovo di parlargli dei suoi sospetti su Victor, ma la conversazione potrebbe non andare come si aspetta. Nel frattempo, Antonio diventa ufficialmente il rappresentante di Alex, Luan decide di accettare il posto vacante negli Stati Uniti e Victor rivela finalmente la verità sull'incidente a un amico.

## Il coraggio di parlare
Rendendosi conto che è sempre più difficile andare avanti insieme, Bia e Manuel accettano la realtà che entrambi si danneggiano a vicenda. Alana riesce a completare il suo piano. Nel frattempo, Paula cerca opportunità di lavoro come formazione personale e trova una studentessa con il quale, in un primo momento, ha un buon rapporto. Nonostante sia rattristata dalle sue decisioni, Bia continua a indagare sulla verità sull'incidente.

## Il concime dell’amore
Manuel e Bia soffrono l'uno dell'altro. Manuel sta cercando informazioni su suo padre. Pietro si rende conto che il rapporto con suo cugino può essere più difficile di quanto sembri. Nel frattempo, Alana mostra a Thiago che è la vera proprietaria della residenza, ed espelle tutti dal luogo. Indagando sull'incidente, Bia decide di parlare con Victor per scoprire cosa è realmente successo.

## Tattiche sleali
La sua posizione si affida di nuovo a Bia, ma è sempre più certa che egli nasconda qualcosa, e tutto diventa più intenso quando Bia e Celeste fanno una nuova scoperta sull'incidente. Espulsi dalla Residenza Kunst, coloro che ci vivono, cercano un modo per risolvere la situazione. L'antipatia di Zeta rende Daisy sospettoso che ci sia qualche male tra lui e Pietro. Celeste crea una sessione sul suo profilo per consigliare le persone. Nel corso di questo, Paula viene a sapere che Carmín è l'ex fidanzata di suo figlio e promuove un incontro tra loro e Mara a casa loro.

## Strane alleanze
Paula si arruola nell'aiuto di Carmín per mostrare ad Alex che Mara è una cattiva influenza. Una foto di Daisy diventa un meme su Internet. Guillermo e Chiara hanno un appuntamento romantico. Quando Bia si sente confusa dalla sua decisione, Manuel le chiede di ripensarla e le propone di tornare indietro.

## La verità della nonna
Bia e Manuel parlano della loro relazione. A causa della cattiva reputazione di alcune persone di Laix, Chiara rivela ciò che pensa veramente di Guillermo. Il meme rendono Daisy molto imbarazzata, così lei litiga con la Zeta e sostiene a Pietro che la tecnologia può influenzare la personalità di suo cugino. Manuel e Victor visitano la nonna Rene e scoprono qualcosa di cruciale sul padre. I sentimenti di Ana per Thiago sono rivelati, ma la sua reazione potrebbe non essere quella che si aspetta. Si entusiasma per tornare sul percorso della musica, e Alex incentiva ancora di più. Bia rivela ad Ana i risultati della sua indagine, che le fa cadere nel mistero che circonda l'incidente. Nel frattempo, l'identità sul serpente viene rivelata.

## Addio Residencia Kunst
Con nessun posto dove andare, i ragazzi di Kunst Residence sono invitati a soggiornare al Fundom. Bia comincia a dubitare che sia stata davvero Helena a guidare l'auto prima dell'incidente. Ailén mostra gli audio di Mara a Carmín, e sostiene che era la colpa della caduta di Carmín. Durante tutto questo, Bia parla con i suoi genitori, e permettono ad Ana e Daisy di rimanere a casa sua fino a quando il problema con Alana non sarà risolto.

## Un fantastico duo
Insieme ad Ana, Pietro e Zeta al Fundom, Thiago cerca modi per recuperare la Residencia, e Pixie aggiunge ad esso quando gli viene chiesto di ripristinare il contenuto di un nastro trovato nella residenza. Ana riflette sull'incidente attraverso ciò che ha scoperto di Bia. Il tempo trascorso su Internet porta Pietro ad avvisarlo e offrirgli aiuto. Manuel parla a sua madre di suo padre. Bia trova un documento che conclude uno dei suoi sospetti.

## Verità svelate
A causa delle conseguenze subite dalla sua famiglia, Bia è infastidita nell'apprendere che non era Helena a guidare il veicolo al momento dell'incidente. Ana e Thiago chiariscono i loro sentimenti l'uno per l'altro. Con l'aiuto di Mara, Marcos pianifica un piano per rimuovere Guillermo dalla sua posizione di Laix. Con Antonio che lo rappresenta, Alex inizia ad incontrare problemi. Per tutto quello che sta succedendo, Manuel comincia a sospettare che ciò che dice Antonio sia vero, soprattutto dopo che sua madre conferma che tornerà in Argentina. Victor scopre che Antonio è il padre di Manuel. Confortando Manuel, Bia si avvicina per raccontare ciò che ha scoperto.

## Spalle al muro
Ansioso per la sua conversazione con Victor, Bia prova a cercarlo con tutti i mezzi. Nonostante sia infastidita dal video di So quello che hai fatto, Chiara preferisce credere a quello che dice Guillermo, e i due finiscono per avvicinarsi. È indeciso a dire a Manuel che Antonio è anche suo padre. Pietro decide di prendere l'elettronica per poter pensare ai suoi errori. Grazie all'aiuto di tutti coloro che lo circondano, Thiago riesce a raccogliere prove sufficienti per riprendere la Residenzia. Bia racconta ad Ana cosa ha scoperto dell'incidente.

## Flower Power
Thiago e i ragazzi tornano alla Residencia. Bia e i suoi amici organizzano una festa, ma Mara e Alex si presentano per mettersi in mezzo, dopo la festa Alex e Carmin parlano e si baciano. Bia mostra un video dell'incidente ad Ana e ricorda che la persona che ha guidato la macchina è stato Lucas.

## Il dolore dentro
Quando Ana si rende conto che i suoi sogni erano ricordi dell'incidente, Ana si arrabbia con le sue azioni e con la postura di Victor. Pietro, Daisy e Pixie parlano al padre di Zeta del suo comportamento. Nel frattempo, Manuel chiede ad Antonio una spiegazione del segreto che ha nascosto per così tanto tempo: è il padre di Manuel. Dopo aver capito che è il serpente, Marcos ricatta Guillermo alle dimissioni da amministratore delegato e, sotto costrizione, Guillermo accetta con riluttanza e si rompe con Chiara. Dopo aver realizzato che Helena non guidava davvero al momento dell'incidente, Bia invita immediatamente Víctor per una conversazione e spiega tutta la verità su quel giorno, rivelando le informazioni che Ana aveva già messo in discussione.

## La vendetta di Marcos
Victor chiede a Bia di non dire a Manuel dell'incidente. Chiara e Guillermo sono molto rattristati per la loro rottura, che porta Guillermo a dichiarare i suoi sentimenti in forma anonima nel profilo di Box of Secrets of Celeste. Antonio ascolta Mara e Alex mentre parlano delle cattive tattiche che sta dando a suo figlio sulle reti. Dopo aver appreso che Ana aveva informato Bia di quello che è successo la notte dell'incidente, Victor insiste per incontrarla. Il padre di Pietro sembra visitare suo figlio. Arrabbiato con i Gutierrez, Manuel presume che Victor sia l'unico con cui vuole rimanere in contatto. Bia dice la verità sull'incidente a sua madre.

## Alchimia
Perplessa dalla verità sull'incidente, Alice chiede a Bia di non rivelarlo a Mariano per ora e garantisce che non vuole reagire come i Gutiérrez. L'arrivo del padre di Pietro entusiasma la residenza Kunst. Il ritardo di Victor nel rivelare ciò che è accaduto la notte dell'incidente a Manuel dà fastidio a Bia. Le ragazze di Twin Melody dicono a Marcos Golden che non vogliono collaborare con Mara a causa della sua personalità, con grande rabbia. Alex e Manuel si incontrano e discutono degli ultimi eventi. Quando Bia e Alice parlano dell'incidente, Mariano sente Bia dire che Victor le ha mentito e le ha fatto delle domande.

## Un padre scomodo
Bia e sua madre raccontano al padre la verità sull'incidente. Manuel e Bia non nascondono i loro sentimenti gli uni per gli altri. Guillermo prova a parlare con Chiara, ma finisce per sentirla dire che non vuole più vederlo. Marcos Golden convince le Twin Melody a collaborare con Alex. Ailén sospetta che Guillermo abbia preso la pendrive con l'audio di Mara. Daisy è sospettosa del rapido cambiamento delle abitudini di Zeta. Alex parla con Carmín che cerca di aiutarlo a risolvere i suoi problemi e finisce per rivelare che Manuel è suo fratello.

## Amicizia alla prova
Bia dice alle sue amiche che vuole tornare con Manuel, ma un nuovo video del serpente su Manuel e Carmín minaccia la sua volontà. Nel frattempo, l'ansia di Victor per l'incontro con Ana aumenta dopo aver appreso che lei e Thiago si stanno frequentando. Bia e Celeste si preoccupano e cercano di aiutare Chiara a sentirsi meglio. Mara è furiosa con la collaborazione di Alex e Twin Melody, mentre il suo canale sta cadendo in rete. Mariano vuole parlare con Gutierrez, ma Bia e Alice lo fermano dicendo che questo non è il momento e aumenterà ulteriormente l'odio tra le due famiglie. Pixie avvisa Daisy del rapido cambiamento di Zeta. Ailén scopre che Guillermo è il serpente.

## Sotto ricatto
Il video sul serpente ricorda a Bia che ogni volta che è vicina a Manuel, qualcosa cerca di tenerli lontani. Quando sente la mancanza di fiducia che Alex ha in se stessa, Mara propone di porre fine alla loro relazione. Dopo aver appreso che il contratto di locazione di Fundom sta per concludersi, Marcos Golden offre ad Antonio la proposta di ottenere la proprietà per Laix. Daisy si rende conto che c'è tensione tra Pietro e suo padre. Ailén dà a Guillermo una seconda possibilità e lo aiuta a sorprendere Chiara. Stanco di nascondere la verità sull'incidente di Manuel, Bia cerca di parlare con Victor, ma lui ignora le sue chiamate, il che la fa andare a casa sua.

## Accettare gli errori
La visita di Bia alla casa di Gutiérrez fa infuriare Paula. Daisy avverte Pietro del rapido cambiamento di Zeta, ma il capo della residenza è molto preoccupato per la presenza di suo padre, soprattutto dopo aver conseguito un brutto voto in un esame universitario. Alice si preoccupa che Bia pensi costantemente all'incidente. Il piano di Marcos di ottenere Fundom, segue le buffonate di Antonio. In collaborazione con Bia, Paula e Aitana salutano Fundom. Lucia ritorna in Spagna e dice addio a suo figlio. Quando cerca di dire a Manuel la verità, Victor finisce per sentirsi male. Alex è sempre più stanco di suo padre come suo rappresentante. Milo registra un video di Daisy e Ana insieme, e questo rende Ana preoccupata per qualcuno che la riconosce.

## Il corpo parla
Quando Bia cerca di mostrare il video di Ana e Daisy, Milo lo elimina su richiesta di Ana, ma Alice vuole ancora incontrarla. Manuel porta Victor a casa e Paula si scusa per il modo in cui lo ha trattato. Guillermo e Ailén cercano il cellulare come contenuto che inviano a Snake, ma è troppo tardi, Marcos prende lo smartphone in modo che Uma possa hackerarlo. Pietro prova a parlare con suo padre. Mara e Alex registrano una collaborazione insieme. Chiara decide di parlare con Guillermo. Thiago crede che sia giunto il momento per Ana di rivelarsi come Helena. Alex dice a Paula di aver visto Mariano e Antonio discutere. Bia e Manuel si incontrano e lasciano che i loro sentimenti parlino più forte.

## Invito a cena
Ana diventa sempre più nervosa per l'insistenza di Alice nel incontrarla quando la invita a cena. Carmín non può nascondere i suoi sentimenti per Alex. Paula si confronta con Antonio per l'argomento con Mariano, e ancora una volta esce con la stessa vecchia storia. Marcos e Antonio completano il loro piano di chiusura definitiva del Fundom. Guillermo si perde in cosa fare di Chiara a causa del ricatto di Marcos. Víctor alla fine dice a Manuel la verità sull'incidente, ma la sua reazione potrebbe non essere come previsto.

## Di tutto e di più
Ferito e tradito, Manuel è arrabbiato con Bia e Victor e pensa di non poter più fidarsi di nessuno. Ana decide che è ora che tutti sappiano la verità su di lei. I ragazzi di Fundom sono informati da Guillermo del piano di Marcos. Luan ritorna dagli Stati Uniti. Marcos invia la foto del bacio di Carmín e Alex a So cosa hai fatto ed è pubblicato, sconvolgendo Mara e devastando Carmín. Incerti sul rapido cambiamento di Zeta, Pietro e Daisy lo seguono nel parco e lo sorprendono a giocare sul cellulare, rendendosi conto dell'inganno di suo cugino. Guillermo ammette di essere il serpente per Chiara. Manuel si rassegna all'impossibilità della sua relazione con Bia e la lascia.

## Save the Fundom
Bia è rattristato a causa di Manuel. Chiara respinge la confessione di Guillermo come scusa per le sue precedenti azioni. Pietro decide che Zeta vedrà Alice aiutare con il suo problema. Bia e gli altri combattono per il Fundom, che sta per chiudere. Manuel contempla il ritorno in Spagna. Una Mara dal cuore spezzato rompe con Alex che si stanca delle strategie di Antonio. Víctor visita la residenza di Urquiza. Ana chiede a Bia come avrebbe reagito se sua sorella fosse ancora viva.

## Crowfundom
Ana è ferita nel sentire che Bia non avrebbe perdonato sua sorella per essere stata assente in tutti questi anni. In lacrime, Víctor si scusa con gli Urquiza per tutto il danno che ha causato a causa delle manipolazioni di Antonio. Nel frattempo, i piani per salvare la chiusura di Fundom vengono messi in moto. Antonio è minacciato da Manuel di arretrare dal piano di Marcos contro il Fundom. Usando la prima registrazione che ha trasformato Alex contro Bia, Guillermo riesce finalmente a far capire a Chiara che è il serpente. Stanco del suo atteggiamento, Bia affronta Manuel e chiede che smetta di incolpare la gente per la sua situazione.

## Il club dei cuori infranti
Nonostante i migliori sforzi di Bia, non è in grado di cambiare la decisione di Manuel. Chiara si infuria a Guillermo per essere il serpente. Vengono accidentalmente ascoltati da Luan e ne parla a Pixie. Antonio dice a Manuel che non è stato in grado di invertire la chiusura del Fundom. Pietro si riconcilia con suo padre. Zeta ha una grande idea che potrebbe salvare il Fundom. Mara pubblica un video sul suo canale sull'infedeltà di Alex per aumentare ulteriormente la sua popolarità nelle reti. Ana, che invia a Víctor un'e-mail in cui afferma di non essere Vera, decide di parlare prima con lui. Arrabbiato per non ascoltarlo, Alex allevia Antonio dal suo rappresentante. Víctor prova a parlare con Manuel, ma rifiuta ancora di perdonarlo per aver mentito sull'incidente. Bia vede che le mani di Ana sono simili a quelle di sua sorella.

## Il lato oscuro
Víctor promette a Manuel di dire la verità e di non mentirgli mai più. Marcos ordina a Guillermo di pubblicare un video che riguarda il Fundom e finge di accettarlo per pianificare una strategia. Manuel racconta a Bia del ruolo di Antonio nella chiusura del Fundom e di come ha minacciato di rivelare la verità dell'incidente se non si fosse dimesso. Bia non è d'accordo con questo, in parte perché alimenterebbe ulteriormente la sfiducia tra le loro famiglie se l'incidente dovesse essere usato come conferma per salvare il Fundom. Marcos ripristina Antonio come rappresentante di Alex e diventa anche Mara, con grande frustrazione di Alex. Dopo qualche riluttanza, Chiara racconta a Bia e Celeste che Guillermo è il serpente. Víctor registra un video che dedica una canzone a Manuel.

## La fine del Cobra
Ana si prepara a incontrare Víctor. Nonostante il buon gesto di Víctor, Manuel pensa che questo non sia abbastanza per fargli cambiare idea. Pietro incoraggia Manuel a perdonarlo. Alex è furioso per le decisioni di suo padre. Luan vuole aiutare Zeta. Víctor racconta ad Alex la verità dell'incidente; si confronta con Antonio per aver costretto Víctor a mentire, ma non dice a Paula per se stessa quando entra nella loro discussione. Mara scopre che Guillermo è il serpente, quindi registra un video per rovinare la reputazione di Carmín ma fallisce miseramente. Thiago teme che Ana possa ancora nutrire sentimenti per Víctor. Guillermo si rivela pubblicamente come il serpente e termina i suoi piani, facendo infuriare Marcos. Pixie annuncia che il proprietario ha rifiutato la propria offerta e Fundom chiuderà definitivamente. Víctor e Ana finalmente si incontrano; la riconosce come Helena.

## Addio Fundom
Helena si rifiuta di perdonare Víctor per le sue bugie sull'incidente. Bia incoraggia gli altri a trovare una nuova soluzione per il Fundom. Pietro rassicura Manuel su cosa fare con Bia. Il comportamento di Víctor confonde Paula. Su insistenza di Antonio, viene pubblicato il video dell'argomento di Mara e Carmín. Alex si confronta con Antonio per aver nascosto la verità dell'incidente, ma non dice a Paula per se stessa. Manuel vede Bia ma invece se ne va, lasciandola disgustata. Guillermo prova a parlare con Chiara. Bia e Victor si incontrano.

## Fuori orbita
Víctor non riesce a dire a Bia che sua sorella è ancora viva. Thiago offre l'attico del Kunst Residence come nuovo spazio per il Fundom. Chiara rifiuta ancora di perdonare Guillermo. Dopo aver impiegato del tempo, Manuel alla fine perdona Víctor. Helena soffre ancora a causa di Víctor. A peggiorare le cose, Marcos acquista il Fundom, facendo infuriare Manuel e, ricordando la sua minaccia per Antonio, cerca di dire a Paula dell'incidente, sebbene Alex lo parli; incolpa Víctor per aver distrutto la famiglia. Mara vuole che i contatti di Guillermo coinvolti con il serpente attacchino il Fundom e rivela che ha il suo audio. Bia e Manuel litigano di nuovo e lei fa un commento offensivo che offende Manuel. Víctor vede baciarsi tra Thiago ed Helena e si rende conto che la sta frequentando.

## Contro tutti
Manuel è furioso per il fatto che Bia lo paragona ad Antonio, ma lei cerca di fargli capire che ha bisogno di aiuto e di smettere di fare la vittima. Luan sorprende Zeta ancora una volta a giocare con il suo tablet. Víctor si confronta con Thiago ed Helena sulla loro relazione; pensa che gli abbiano mentito. Paula sospetta che Víctor stia nascondendo qualcosa. Ailén vuole uscire da Laix. Thiago annuncia che l'attico verrà utilizzato per il Fundom. Chiara e Guillermo si riconciliano. Víctor chiede a Helena se è innamorata di Thiago, ma lei non risponde. Alex si scusa con Bia per aver maltrattato la sua famiglia e averla maltrattata. Si abbracciano e Manuel li vede.

## Non ti perderò
Manuel affronta Alex per l'incontro con Bia. Victor dice a Helena che Bia merita di sapere la verità su di lei.  Zeta accetta finalmente il suo problema con gli schermi e si scusa con Pietro. Víctor intende partire per la Spagna per un'offerta dell'assistente di allenatore di pallacanestro; Manuel è arrabbiato per questo. Alex professa il suo amore per Carmín. Con la chiusura del Fundom, Bia e Manuel si incontrano casualmente nel punto in cui si sono resi conto dell'identità reciproca. Victor avverte Helena che lui, l'indomani partirà per la Spagna e le chiede se in caso lei volesse venire con lui, l'aspetterà fino all'ultimo sul ponte dei lucchetti, lo stesso luogo in cui si stavano per incontrare molto tempo prima dopo i dieci anni dell'incidente.

## Insieme per sempre
Manuel si scusa con Bia per il suo comportamento precedente e si riconciliano. Chiara dice a Pietro, Daisy, Luan e Pixie di uscire con Guillermo, con loro sorpresa ma accettazione.  Mentre salutano il Fundom, Bia e gli altri ricordano i grandi momenti trascorsi insieme dalla sua apertura, con influencer come Kevsho, Sebastián Villalobos, TWIN Melody e Delfi che condividono la loro gratitudine attraverso un video. I BeU ospitano una grande festa chiamata Big Bang Fest, con Marcos e Mara, che prendono in giro i tentativi di Thiago di salvare il Fundom, presenti. Victor sta per partire per la Spagna ed è convinto che Helena abbia fatto la sua scelta, fino a quando Helena non lo abbraccia da dietro e con un solo sguardo, si perdonano entrambi per i loro sbagli. Alex e Carmín ammettono i loro sentimenti l'uno per l'altro. Un'indovina avverte Bia che è in pericolo e solo un "grande amore" sarà lì per salvarla. Bia sente la voce di Helena in una canzone scritta da Manuel. Mentre inizia a sentire che la sua la testa inizia a girare, Bia cade in un lago e viene miracolosamente salvata da Helena.  Bia la riconosce finalmente dopo un lungo periodo di incertezza e le due condividono un abbraccio emotivo.
L'episodio finisce con Bia e Helena che cantano la versione portoghese di "Si Vuelvo a Nacer" nel bosco in cui andavano sempre insieme da piccole.